# Ninjatitan zapatai
Ninjatitan zapatai es especie conocida del género extinto Ninjatitan de dinosaurio saurópodo titanosauriano que vivió a principios del periodo Cretácico, hace unos 140 millones de años durante el Valanginiense en lo que es hoy Sudamérica. Tenía un largo de 20 metros de longitud, encontrada en la formación Bajada Colorada de la Patagonia Norte, Provincia de Neuquén, Argentina, de la cual se conservan restos postcraneales. Es el titanosaurio más antiguo conocido hasta la fecha y la especie tipo N. zapatai fue nombrada y descrita en 2021. Su nombre genérico proviene del apodo del paleontólogo argentino Sebastián Apesteguia y el nombre específico proviene del técnico Rogelio Zapata. Se conoce por restos postcraneales descubiertos en 2014.
Los análisis cladísticos indican que Ninjatitan podría considerarse el saurópodo titanosauriano más antiguo conocido. La combinación de características tales como la presencia de centros caudales anteriores procoelicas, el arco neural neumatizado de las vértebras caudales anteriores y el borde posterodorsal del acromion escapular cerca del nivel glenoideo apoya sus afinidades con Titanosauria. La presencia de un saurópodo titanosauriano basal en el Cretácico más bajo de la Patagonia apoya la hipótesis de que el grupo se estableció en el hemisferio sur y refuerza la idea de un origen gondwanico para Titanosauria. La fauna de saurópodos de la Bajada Colorada representa una de las asociaciones más diversas y singulares del Cretácico inferior registrado a nivel mundial.